# Chris MacManus

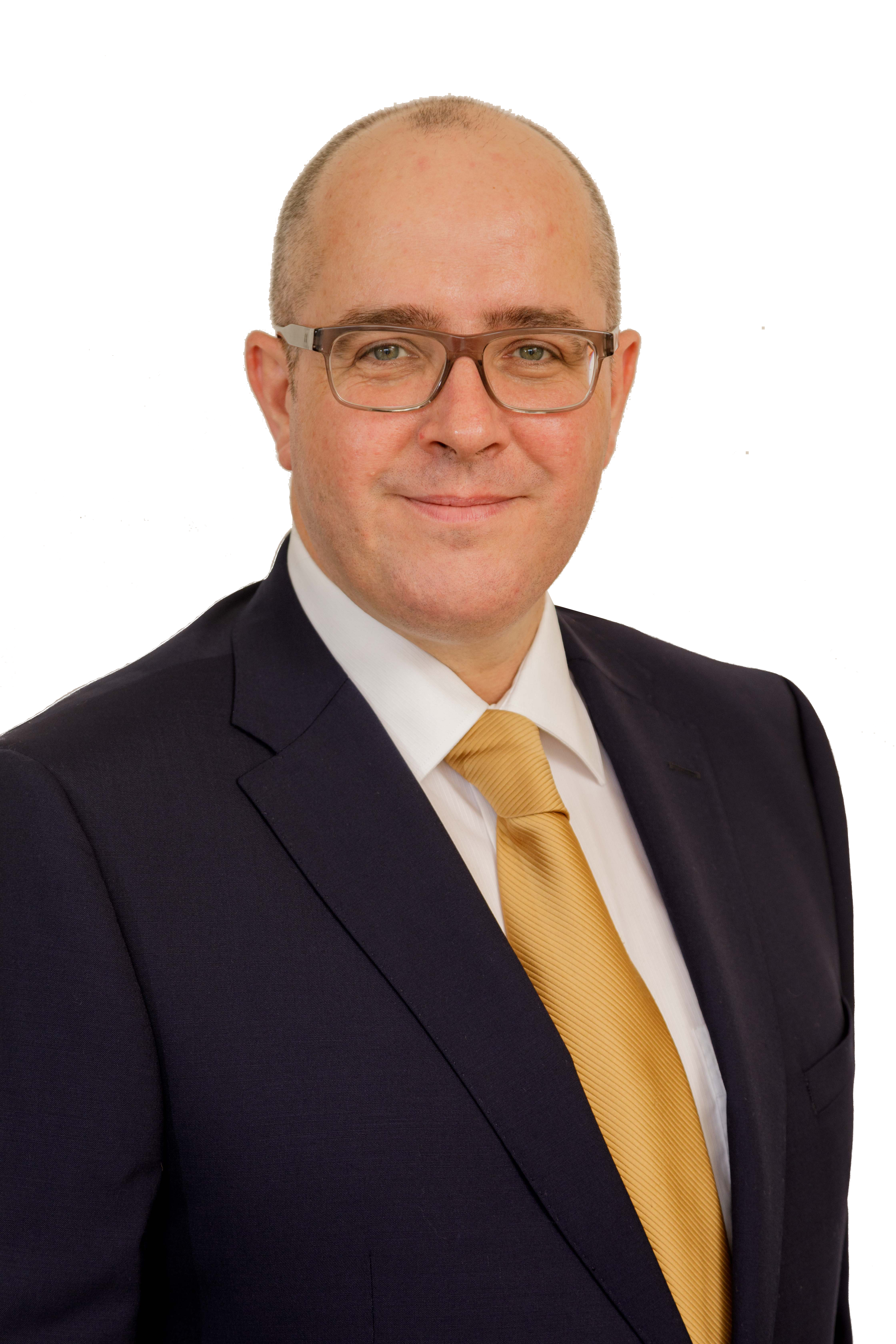
Chris MacManus

Chris MacManus (* 13. März 1973 in London) ist ein irischer Politiker (Sinn Féin). Seit März 2020 ist er Mitglied des Europäischen Parlaments als Teil der GUE/NGL-Fraktion.

## Leben
Chris MacManus wurde in London geboren, seine Familie zog jedoch bereits 1976 nach Irland, um in Sligo zu wohnen. Sein Vater, Seán MacManus, war ein langjähriger Sinn Féin-Politiker; sein Bruder, Joseph MacManus, war IRA-Kämpfer und kam im Februar 1992 um. MacManus absolvierte ein Studium der Ingenieurwissenschaften am Institute of Technology Sligo.

### Politisches Engagement in Sligo
Chris MacManus engagiert sich seit langem in der irischen Politik, vor allem in der Sligoer Lokalpolitik. Für fünfzehn Jahre, von 1999 bis 2014, war MacManus Mitglied des Sligo Borough Council, von 2017 bis 2020 vertrat er den Wahlkreis Sligo / Strandhil im Sligo County Council. Er war 2017 für den Sitz im County Council kooptiert worden, um den Sitz seines Vaters einzunehmen, 2019 gewann er das Mandat bei der County-Wahl. Des Weiteren war MacManus auch Vorsitzender des Ortsverbandes der Sinn Féin von Sligo sowie Mitglied im nationalen Parteivorstand von Sinn Féin.
2016 trat MacManus bei den Wahlen zum Dáil Éireann im Wahlkreis Sligo–Leitrim an und verpasste den Einzug nur knapp. Seine Wahlstimmen gingen an den Parteikollegen Martin Kenny.
Neben seinem Parteiengagement war und ist MacManus in zahlreichen weiteren Organisationen aktiv. Unter anderem organisierte er die Kampagne „Together for Yes“ in Sligo für die Volksabstimmung zur Legalisierung der Ehe für alle. Ebenso war er in der Kampagne „County Sligo Right2Water“ aktiv, wie im Northwest Palestinian Solidarity Committee.

### Wechsel ins Europaparlament
Bei den Wahlen zum Dáil Éireann 2020 gewann der irische Europaabgeordnete Matt Carthy (ebenso Sinn Féin) ein Mandat im Wahlkreis Cavan–Monaghan. Carthy nominierte daraufhin Chris MacManus neben drei weiteren Kandidaten als seinen Nachfolger. Alle weiteren Nachrücker gewannen im Zuge der irischen Parlamentswahlen Mandate im Dáil Éireann, sodass MacManus verbleibender Nachrücker war und sein Mandat zum 6. März 2020 antrat. Er trat, wie schon Carthy, der Konföderalen Fraktion der Vereinten Europäischen Linken/Nordische Grüne Linke bei und übernahm auch Carthys Mitgliedschaften im Ausschuss für Landwirtschaft und ländliche Entwicklung und im Ausschuss für Wirtschaft und Währung.